# حزب السيوموت
حزب السيوموت، هو حزب اشتراكي جرينلاندي تأسس سنة 1977 من مزيج من الحقوقيين من السكان الأصليين ومن المستوطنين الدانمارك وهو يساري النزعة وينادي باستقلال جرينلاند عن الدنمارك ولكن بطرق سلمية ودبلوماسية وينادي بالعدالة الاجتماعية بين جميع مكونات جرينلاند.